# Retrospektïẁ I-II
Albums de Magma
Retrospektïẁ III
(1981) Merci
(1984)
Retrospektïẁ I-II est un album live du groupe français de rock progressif Magma. Il a été enregistré à l'Olympia de Paris entre le 9 et le 11 juin 1980.

## Parution

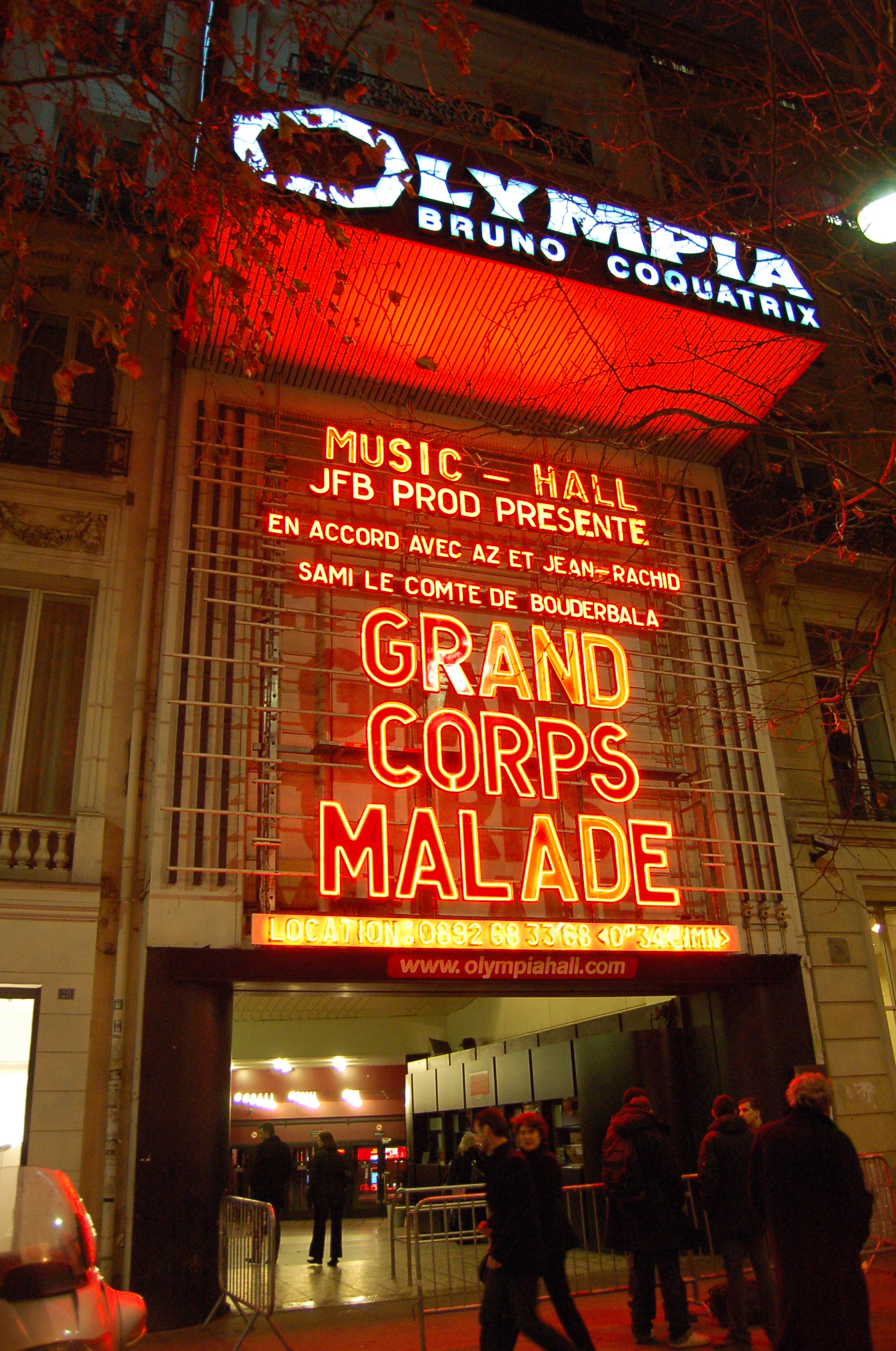
Lieu de prise de vue Salle de concert Olympia, Paris (photo 2009)

Le disque est initialement paru sous la forme d'un double-album vinyle sur le label RCA (référence PL 37497) et il a été réédité en CD par Seventh Records (référence REX XVI - XVII).
Le premier disque (Zünd I) propose une version de Mekanïk Destruktïw Kommandöh contenant deux moments d'improvisation avec les chorus de Bernard Paganotti et Didier Lockwood. Klaus Blasquiz, qui ne figure pas sur l'album Retrospektïẁ III, assure cette fois les vocaux. Le second disque (Zünd II) présente enfin Theusz Hamtaahk, le premier mouvement de la trilogie du même nom, dont on connaissait déjà le second mouvement, Ẁurdah Ïtah, ainsi que le troisième, Mekanïk Destruktïw Kommandöh. Ce morceau, joué sur scène dès 1974, n'a jamais été enregistré en studio.
Les disques sont inversés dans la version CD.

## Liste des titres

### Disque un
1. Mekanïk Destruktïw Kommandöh (Part 1) (22:37)
2. Mekanïk Destruktïw Kommandöh (Part 2) (17:20)

### Disque deux
1. Theusz Hamtaahk (Part 1) (17:10)
2. Theusz Hamtaahk (Part 2) (19:05)

## Musiciens
- Christian Vander - chant, batterie
- Klaus Blasquiz - chant (1,2)
- Stella Vander - chant (1,2)
- Maria Popkiewicz - chant(2)
- Liza Deluxe - chant (1,2)
- Claire Laborde - chant (2)
- Gabriel Federow - guitare (1,2)
- Jean-Luc Chevalier - guitare (2)
- Claude Engel - guitare (2)
- Bernard Paganotti - basse (1,2)
- Dominique Bertram - basse (2)
- Francis Moze - basse (2)
- Didier Lockwood - violon (1,2)
- Benoît Widemann - claviers (1,2)
- François Cahen - claviers (2)
- Jean-Pierre Fouquey - claviers (2)
- Patrick Gauthier - claviers (1,2)
- Guy Khalifa - claviers (1,2)